# Jestem matką
Jestem matką (ang. I Am Mother) – australijski film science fiction z 2019 roku w reżyserii Granta Sputore, na podstawie scenariusza Michaela Lloyda Greena. 

## Fabuła
W wyniku skażenia ludzkość uległa zagładzie. W specjalnie wybudowanym obiekcie, który miał stanowić zabezpieczenie przed wymarciem ludzkości i pozwolić na jej ponowne narodziny, przebywa dziewczyna (Clara Rugaard). Jest wychowywana jako córka-użytkownik APX03 przez specjalnie do tego celu zaprogramowanego droida-matkę.
Niespodziewanie do sterylnego obiektu trafia kobieta (Hilary Swank) z raną od pocisku. Zagadkowa i nieufna kobieta twierdzi, że droidów jest na zewnątrz więcej, a przebywająca w obiekcie dziewczyna nie wie, do czego są zdolne. Młoda dziewczyna staje przed dylematem, czy bardziej ufać robotowi, czy żywemu człowiekowi.

## Obsada
- Clara Rugaard jako córka
- Hilary Swank jako kobieta
- Luke Hawker jako matka
- Rose Byrne jako matka (głos)

## Nagrody i nominacje
| Rok  | Nagroda                                              | Tytułem                                                            | Produkcja    | Rezultat  | Źr.   |
| ---- | ---------------------------------------------------- | ------------------------------------------------------------------ | ------------ | --------- | ----- |
| 2019 | Australian Effects & Animation Festival              | Za projekt i efekty                                                | Jestem matką | Wygrana   | [ 2 ] |
| 2019 | Australijska Akademia Sztuki Filmowej i Telewizyjnej | Najlepsza aktorka drugoplanowa: Hilary Swank                       | Jestem matką | Nominacja | [ 2 ] |
| 2019 | Australian Guild of Screen Composers                 | Australijska Nagroda Muzyki Ekranowej: Dan Luscombe, Antony Partos | Jestem matką | Wygrana   | [ 2 ] |